# Hofblues
Hofblues is een Belgisch bier van hoge gisting.
Het bier wordt gebrouwen in ‘t Hofbrouwerijke te Beerzel. Het is een zwart bier, type stout met een alcoholpercentage van 5,5%.